# برنجاسف درختی
 برنجاسف درختی(نام علمی: Artemisia arborescens) نام یک گونه از سرده درمنه‌ها است.